# Чаттануга (Теннессі)
Чаттануга (англ. Chattanooga) — місто (англ. city) в США, в окрузі Гамільтон штату Теннессі. Населення — 181 099 осіб (2020).
Місто знамените в усьому світі завдяки пісні 1941 року Чаттануга Чу-чу.

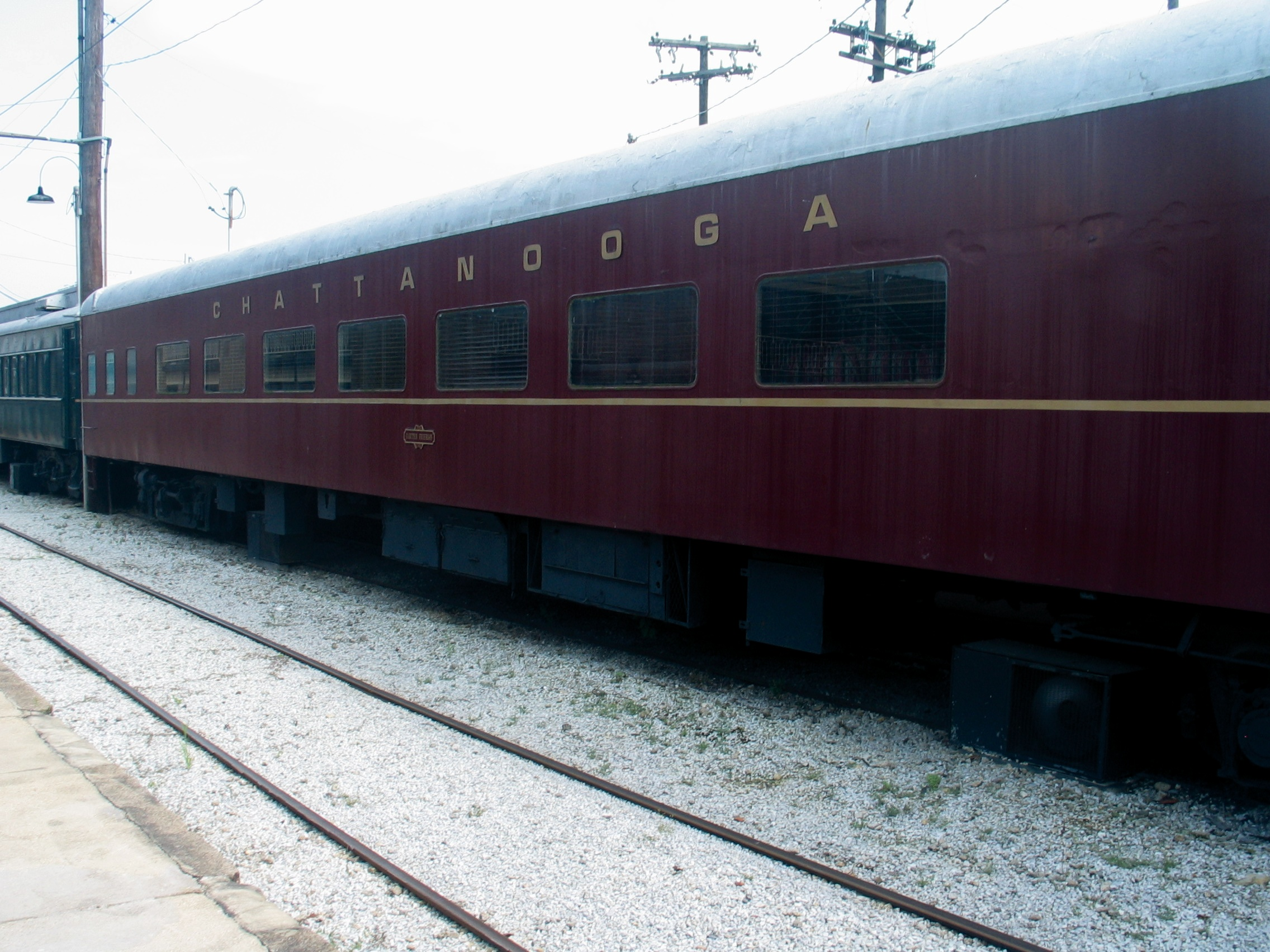
Поїзд на Чаттанугу

## Географія
Чаттануга розташована за координатами 35°3′59″ пн. ш. 85°14′49″ зх. д. / 35.06639° пн. ш. 85.24694° зх. д. (35.066463, -85.247065).  За даними Бюро перепису населення США в 2010 році місто мало площу 374,38 км², з яких 355,22 км² — суходіл та 19,15 км² — водойми.

### Клімат
| Клімат : Чаттануга                                  | Клімат : Чаттануга | Клімат : Чаттануга | Клімат : Чаттануга | Клімат : Чаттануга | Клімат : Чаттануга | Клімат : Чаттануга | Клімат : Чаттануга | Клімат : Чаттануга | Клімат : Чаттануга | Клімат : Чаттануга | Клімат : Чаттануга | Клімат : Чаттануга | Клімат : Чаттануга |
| Показник                                            | Січ.               | Лют.               | Бер.               | Квіт.              | Трав.              | Черв.              | Лип.               | Серп.              | Вер.               | Жовт.              | Лист.              | Груд.              | Рік                |
| Абсолютний максимум, °C                             | 25,6               | 27,2               | 31,7               | 33,9               | 37,2               | 41,7               | 41,7               | 40,6               | 40,0               | 37,8               | 30,0               | 25,6               | 41,7               |
| Середній максимум, °C                               | 10,1               | 12,7               | 17,6               | 22,6               | 26,6               | 30,6               | 32,3               | 32,0               | 28,4               | 22,8               | 16,8               | 11,2               | 22,1               |
| Середній мінімум, °C                                | −0,7               | 1,1                | 4,8                | 9,1                | 14,1               | 18,8               | 20,9               | 20,7               | 16,6               | 9,9                | 4,6                | 0,6                | 10,1               |
| Абсолютний мінімум, °C                              | −23,3              | −23,3              | −16,7              | −3,9               | 1,1                | 3,9                | 10,6               | 10,0               | 2,2                | −5,6               | −15,6              | −18,9              | −23,3              |
| Середня кількість сонячних годин на місяць          | 147,0              | 155,6              | 200,5              | 240,2              | 275,6              | 275,5              | 265,2              | 256,8              | 227,9              | 218,8              | 158,7              | 140,4              | 2562               |
| Норма опадів, мм                                    | 125                | 123                | 126                | 101                | 104                | 103                | 125                | 88                 | 103                | 83                 | 127                | 124                | 1333               |
| Днів з опадами                                      | 10,7               | 10,2               | 10,7               | 9,5                | 10,6               | 10,4               | 11,7               | 9,4                | 8,0                | 7,7                | 9,6                | 11,1               | 119,6              |
| Днів зі снігом                                      | 1,0                | 0,9                | 0,3                | 0                  | 0                  | 0                  | 0                  | 0                  | 0                  | 0                  | 0,1                | 0,4                | 2,7                |
| Вологість повітря, %                                | 71.2               | 68.2               | 65.9               | 63.8               | 71.5               | 73.1               | 74.9               | 76.0               | 77.0               | 74.6               | 73.5               | 72.9               | 71.9               |
| --------------------------------------------------- | ------------------ | ------------------ | ------------------ | ------------------ | ------------------ | ------------------ | ------------------ | ------------------ | ------------------ | ------------------ | ------------------ | ------------------ | ------------------ |
| Джерело: NOAA (relative humidity and sun 1961–1990) |                    |                    |                    |                    |                    |                    |                    |                    |                    |                    |                    |                    |                    |

## Демографія

### Перепис 2010
Згідно з переписом 2010 року, у місті мешкали 167 674 особи в 70 749 домогосподарствах у складі 40 384 родин. Густота населення становила 448 осіб/км².  Було 79607 помешкань (213/км²).
Расовий склад населення:
| - 58,0 % — білих - 34,9 % — чорних або афроамериканців - 2,0 % — азіатів - 0,4 % — корінних американців - 0,1 % — вихідців з тихоокеанських островів - 2,8 % — осіб інших рас |

До двох чи більше рас належало 1,9 %. Частка іспаномовних становила 5,5 % від усіх жителів.
За віковим діапазоном населення розподілялося таким чином: 20,8 % — особи молодші 18 років, 64,5 % — особи у віці 18—64 років, 14,7 % — особи у віці 65 років та старші. Медіана віку мешканця становила 37,3 року. На 100 осіб жіночої статі у місті припадало 90,7 чоловіків;  на 100 жінок у віці від 18 років та старших — 87,4 чоловіків також старших 18 років.
Середній дохід на одне домашнє господарство  становив 58 386 доларів США (медіана — 40 177), а середній дохід на одну сім'ю — 72 178 доларів (медіана — 51 950). Медіана доходів становила 39 981 долар для чоловіків та 33 732 долари для жінок. За межею бідності перебувало 22,6 % осіб, у тому числі 34,9 % дітей у віці до 18 років та 12,8 % осіб у віці 65 років та старших.
Цивільне працевлаштоване населення становило 77 280 осіб. Основні галузі зайнятості: освіта, охорона здоров'я та соціальна допомога — 23,1 %, виробництво — 12,2 %, роздрібна торгівля — 11,6 %, мистецтво, розваги та відпочинок — 11,4 %.

### Перепис 2000
За даними перепису 2000 року,
на території муніципалітету мешкало 155 554 людей, було 65 499 господарств та 39 626 сімей.
Густота населення становила 444,2 осіб/км2. Було 79607 житлових будинків.
З 65 499 господарств у 25,3 % проживали діти до 18 років; подружніх пар, що мешкали разом, було 39,2 %; садиб, у яких господиня не мала чоловіка — 17,3 %, а де господар був без сім'ї — 39,5.
Власники 33,5 % садиб мали вік, що перевищував 65 років, а в 26 % садиб принаймні одна людина була старшою за 65 років.
Кількість людей у середньому на садибу становила 2,26, а в середньому на родину 2,94.
У 2010 середній річний дохід на садибу становив 35 817 доларів США, а на родину — 43 314 доларів США.
Чоловіки мали дохід 36 109 доларів, жінки — 31 077 доларів.
Дохід на душу населення був 23 756 доларів.
Приблизно 14 % родин та 16,5 % населення жили за межею бідності.
Серед них осіб до 18 років було 27 %, і понад 65 років — 13,8 %.
Середній вік населення становив 38,1 років.

## Відомі уродженці
- Білл Брок (* 1930) — американський політик.
- Ед Весткотт (1922—2019) — американський фотограф.
- Ральфі Мей (1972—2017) — американський стендап-комік і актор.
- Бессі Сміт (1894—1937) — одна з найвідоміших і найвпливовіших виконавиць блюзу 1920-30-х років.

## Церкви
В місті є декілька Українських Пятидесятницьких церков